# Mbogo Ngabo Seli
 (février 2020).
Il peut être nécessaire de l'améliorer pour respecter le principe de neutralité de point de vue. Veuillez consulter la page de discussion pour plus de détails.

Mbogo Ngabo Seli, né le 1er août 1975 est un banquier, communicant, haut fonctionnaire et ancien Ministre des finances et du budget tchadien.

## Biographie
Mbogo Ngabo Seli nait le 1er août 1975, il est diplômé d'une maîtrise en relations publiques et communication d'entreprise à l'Université de Ouagadougou (Burkina Faso), puis d'un Executive MBA en Management Stratégique de l'Université catholique d'Afrique centrale et d'un Executive Certificate in Strategy de HEC Paris & FFI. Il a commencé sa carrière professionnelle en 1999 au Burkina Faso. En 2002 il fait son entré à la Banque des États de l'Afrique centrale (BEAC) , il est détaché à partir de 2009 auprès de l'Etat tchadien.
Il a occupé de 2010 à 2013 les fonctions de Directeur de Cabinet du Ministre des Finances et du Budget ; puis de 2013 à 2014, celles de Directeur de Cabinet du Ministre de l'Urbanisme, des Affaires Foncières et du Domaine. Il est ensuite recruté comme Directeur Général Adjoint de la filiale tchadienne du Groupe bancaire international Société générale, d'août 2014 à novembre 2015.
Nommé Ministre de l'Aménagement du Territoire, de l'Urbanisme et de l'Habitat en novembre 2015 du Gouvernement de Kalzeubé Pahimi Deubet, il est confirmé à ce poste au sein du premier Gouvernement de Albert Pahimi Padacké en février 2016. Après l'investiture du Président Idriss Deby Itno, il devient en août 2016, Ministre des Finances et du Budget,,,,,. A son départ du Gouvernement, il a réintégré son institution d'origine, la BEAC, en mai 2017.
Il est depuis décembre 2018, Membre d'honneur du Centre Africain de Veille et d'Intelligence Economique (CAVIE) et donne à ce titre régulièrement des communications en Afrique et en Europe. En Mars 2023, Il est désigné comme  commissaire de la CEMAC.